# Kieren Perkins
Kieren John Perkins (ur. 14 sierpnia 1973 w Brisbane) – australijski pływak specjalizujący się w stylu dowolnym, dwukrotny mistrz olimpijski i były rekordzista świata.

## Kariera pływacka
Rozpoczął treningi pływackie w wieku ośmiu lat. Miały być one rehabilitacją po poważnej kontuzji nogi. Pierwszy poważny sukces odniósł w 1990 zdobywając srebrny medal na dystansie 1500 m podczas Igrzysk Wspólnoty Narodów w Auckland. Rok później na mistrzostwach Pacyfiku zdeklasował rywali zdobywając złoty medal na dystansach 400 m, 800 m, 1500 m stylem dowolnym. W tym samym roku na swoim koronnym dystansie 1500 m wywalczył drugie miejsce podczas mistrzostw świata.
Rok 1992 został zdominowany przez Perkinsa: zdobył złoty medal olimpijski w Barcelonie na 1500 m bijąc przy okazji z czasem 14:43,48 min rekord świata. Na tych samych igrzyskach zdobył swój drugi medal - srebrny na 400 m stylem dowolnym. Cztery lata później podczas igrzysk w Atlancie zdobył swoje drugie złoto olimpijskie, ponownie będąc najszybszy na dystansie 1500 m kraulem. Dzięki temu stał się czwartym pływakiem w historii (wcześniej: Murray Rose, Michael Burton, Władimir Salnikow), który zdobył dwa złote medale olimpijskie na 1500 m stylem dowolnym. Trzeci medal olimpijski w tej konkurencji wywalczył w 2000 w Sydney, kiedy w finale uplasował się na drugim miejscu.
Jedenaście razy poprawiał rekord świata. Tytuł rekordzisty na dystansie 1500 m dzierżył przez 9 lat, na 800 m przez 10, a na 400 m przez 5 lat.
W 2006 został przyjęty do International Swimming Hall of Fame.

## Ważniejsze osiągnięcia
- Igrzyska olimpijskie: 1992 - złoto (1500 m), srebro (400 m stylem dowolnym), 1996 - złoto (1500 m), 2000 - srebro (1500 m)
- Mistrzostwa świata: 1991 - srebro (1500 m), 1994 - złoto (400 m stylem dowolnym, 1500 m),
- Igrzyska Wspólnoty Narodów: 1990 - srebro (1500 m), 1994 - złoto (200 m, 400 m, 1500 m, 4 × 200 m stylem dowolnym), 1998 - brąz (1500 m)
- Mistrzostwa Pacyfiku: 1991 - złoto (400 m, 800 m, 1500 m stylem dowolnym), 1993 - złoto (400 m, 800 m, 1500 m stylem dowolnym), srebro (4 × 200 m stylem dowolnym), 1995: złoto (1500 m), srebro (800 m stylem dowolnym)
- 11 rekordów świata: trzy - 800 m, trzy - 1500 m, jeden - 400 m, trzy - 1500 m na basenie krótkim, jeden - 800 m na basenie krótkim